# Station Berzée

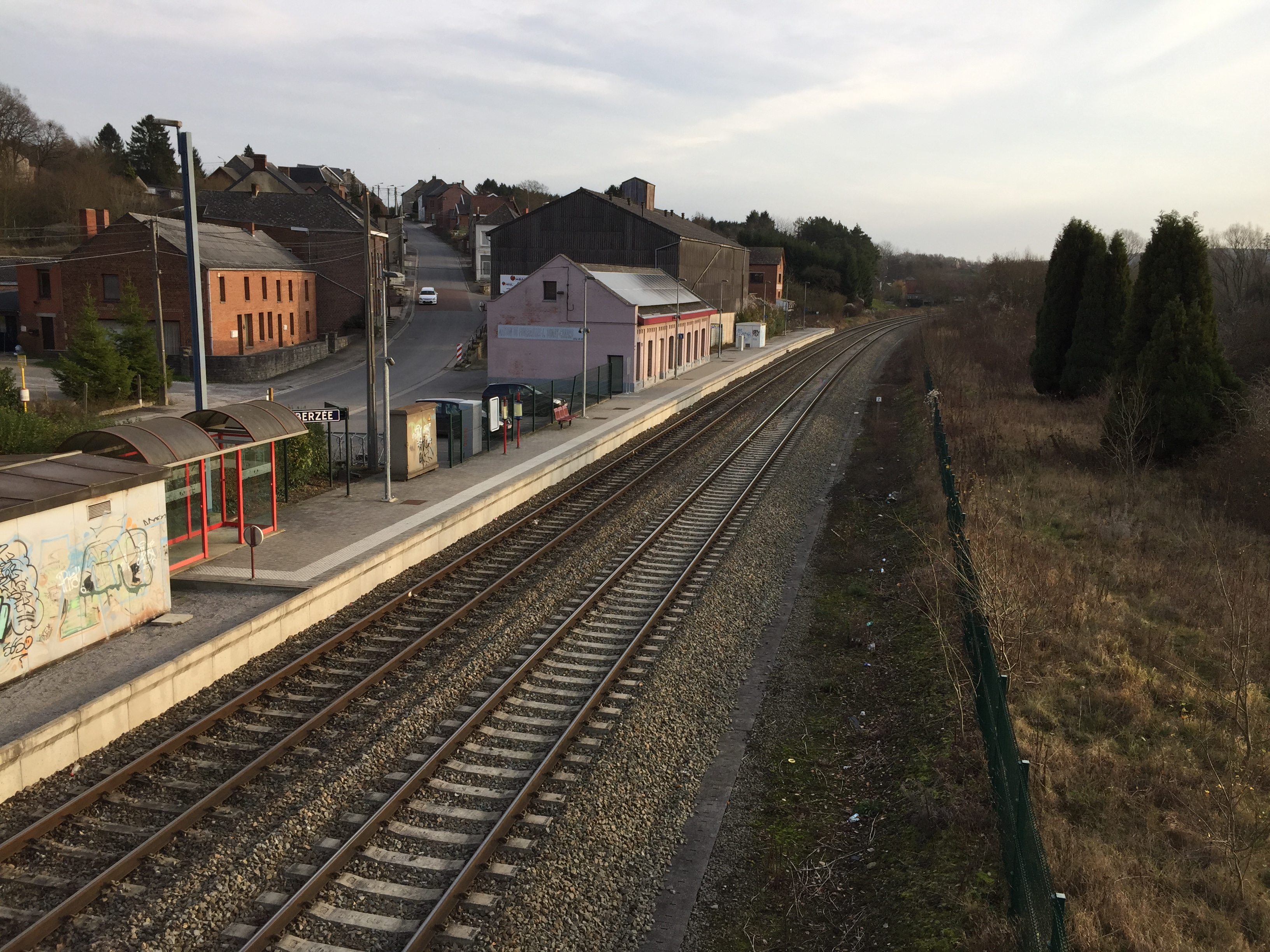

Station Berzée is een spoorwegstation langs spoorlijn 132 (Charleroi - Couvin) in Berzée, een deelgemeente van de stad Walcourt. Het is nu een stopplaats.
Vroeger liep hier ook spoorlijn 111 (Thuillies - Laneffe).

## Treindienst
| Serie       | Treinsoort               | Route                                              | Bijzonderheden              |
| ----------- | ------------------------ | -------------------------------------------------- | --------------------------- |
| S 64        | S-trein Charleroi (NMBS) | Charleroi-Centraal – Berzée – Couvin               | Rijdt in het weekend 1×/2u. |
| P 7710/8710 | Piekuurtrein (NMBS)      | Couvin – Mariembourg – Berzée – Charleroi-Centraal | Rijdt alleen op werkdagen.  |

## Reizigerstellingen
De grafiek en tabel geven het gemiddeld aantal instappende reizigers weer op een week-, zater- en zondag.
| Tabel: aantal instappende reizigers station Berzée | Tabel: aantal instappende reizigers station Berzée | Tabel: aantal instappende reizigers station Berzée | Tabel: aantal instappende reizigers station Berzée |
|                                                    | Weekdag                                            | Zaterdag                                           | Zondag                                             |
| -------------------------------------------------- | -------------------------------------------------- | -------------------------------------------------- | -------------------------------------------------- |
| 1977                                               | 312                                                | 72                                                 | 53                                                 |
| 1978                                               | 320                                                | 86                                                 | 39                                                 |
| 1979                                               | 283                                                | 88                                                 | 53                                                 |
| 1980                                               | 265                                                | 87                                                 | 62                                                 |
| 1981                                               | 258                                                | 98                                                 | 72                                                 |
| 1982                                               | 283                                                | 98                                                 | 63                                                 |
| 1983                                               | 271                                                | 64                                                 | 48                                                 |
| 1984                                               | 261                                                | 69                                                 | 46                                                 |
| 1985                                               | 321                                                | 77                                                 | 54                                                 |
| 1986                                               | 220                                                | 49                                                 | 33                                                 |
| 1987                                               | 231                                                | 53                                                 | 61                                                 |
| 1988                                               | 236                                                | 56                                                 | 45                                                 |
| 1989                                               | 274                                                | 47                                                 | 40                                                 |
| 1990                                               | 201                                                | 45                                                 | 42                                                 |
| 1991                                               | 249                                                | 45                                                 | 33                                                 |
| 1992                                               | 223                                                | 64                                                 | 35                                                 |
| 1993                                               | 235                                                | 38                                                 | 38                                                 |
| 1994                                               | 190                                                | 43                                                 | 40                                                 |
| 1995                                               | 156                                                | 44                                                 | 27                                                 |
| 1996                                               | 161                                                | 34                                                 | 19                                                 |
| 1997                                               | 208                                                | 33                                                 | 22                                                 |
| 1998                                               | 188                                                | 35                                                 | 26                                                 |
| 1999                                               | 159                                                | 30                                                 | 20                                                 |
| 2000                                               | 168                                                | 32                                                 | 19                                                 |
| 2001                                               | 155                                                | 28                                                 | 18                                                 |
| 2002                                               | 175                                                | 28                                                 | 18                                                 |
| 2003                                               | 245                                                | 32                                                 | 27                                                 |
| 2004                                               | 245                                                | 22                                                 | 20                                                 |
| 2005                                               | 249                                                | 32                                                 | 17                                                 |
| 2006                                               | 273                                                | 29                                                 | 31                                                 |
| 2007                                               | 246                                                | 29                                                 | 28                                                 |
| 2008                                               | -                                                  | -                                                  | -                                                  |
| 2009                                               | 232                                                | 26                                                 | 22                                                 |
| 2010                                               | -                                                  | -                                                  | -                                                  |
| 2011                                               | -                                                  | -                                                  | -                                                  |
| 2012                                               | 237                                                | 27                                                 | 43                                                 |
| 2013                                               | 250                                                | 30                                                 | 31                                                 |
| 2014                                               | 280                                                | 25                                                 | 33                                                 |
| 2015                                               | 193                                                | 33                                                 | 23                                                 |
| 2016                                               | 184                                                | 31                                                 | 40                                                 |
| 2017                                               | 217                                                | 34                                                 | 38                                                 |
| 2018                                               | 187                                                | 32                                                 | 48                                                 |
| 2019                                               | 132                                                | 28                                                 | 25                                                 |
| 2020                                               | 132                                                | 19                                                 | 20                                                 |
| 2021                                               | -                                                  | -                                                  | -                                                  |
| 2022                                               | 124                                                | 26                                                 | 30                                                 |
| 2023                                               | 133                                                | 30                                                 | 44                                                 |
| 2024                                               | 122                                                | 28                                                 | 30                                                 |

0,0: Thuillies ·
6,9: Berzée ·
8,9: Thy-le-Château ·
9,7: Cafonnet ·
11,4: Gourdinne ·
14,1: Laneffe
0,0: La Sambre ·
1,0: Mont-sur-Marchienne ·
2,8: Montigny ·
4,8: Bomerée ·
6,0: Jamioulx ·
9,4: Beignée ·
10,9: Ham-sur-Heure ·
13,3: Cour-sur-Heure ·
15,0: Berzée ·
18,1: Pry ·
18,8: Walcourt ·
Vogenée ·
Rossignol ·
26,6: Yves-Gomezée ·
Saint-Lambert ·
Jamagne ·
21,1: Gerlimpont ·
23,9: Silenrieux ·
28,5: Falemprise ·
31,0: Cerfontaine ·
32,9: Philippeville ·
Neuville-Noord ·
34,0: Senzeille ·
38,1: Neuville-Zuid ·
41,0: Roly ·
45,4/45,1: Mariembourg ·
47,9: Nismes ·
51,5: Olloy-sur-Viroin ·
54,1: Vierves ·
57,5: Treignes